# Only U
Only U（オンリーユー、2001年9月1日 - ）は、日本のラッパーである。「Only U」のMCネームは本名のもじり。

## 経歴
2001年9月1日、神奈川県横浜市で誕生。叔父が同市南区を拠点とする「SOUTH CREW」に所属するラッパーであったため、その影響で幼少期よりクラブに通っていた。当時はジャンルに対する意識はなかったものの、中学2年生のとき、YouTubeでEminemの「Without Me」を聞いたことをきっかけにヒップホップに「目覚める」。以来、地元の公園で友人とサイファーをおこなうようになる。当時の友人のうちアーティストとして活動をおこなっている者には、DJのFOOLISH MAN、ラッパーのXY GENE、Yung sticky womなどがいる。LEXともこの時期出会った。LEXによれば、彼はサイファー近くのスリーエフでOnly Uと出会い、「ラッパーっぽい格好をしている」ことから話しかけたところ意気投合した。
17歳のときからは楽曲制作にも取り組むようになる。2019年4月19日にはLEXのシングル「STREET FIGHTER 888」にフィーチャリングとして参加し、MVのアニメーションも手掛けた。2019年10月19日、1stアルバムの『SEXUAL LOVE』をリリースする。8曲組のEPであり、はじめの4曲はポップで「聞いてるみんなが楽しいな」と思われるような曲、skitを挟んだあとの4曲は現代社会をテーマとした「重めなテイスト」の曲としている。その後、10曲のシングルシリーズをリリースする。同シリーズでは様々な客演を呼び、ジャケットは本人によるストーリー仕立てのものとなった。シリーズ終了後の2020年9月14日、2ndアルバムの『Infinity's (Deluxe)』をリリース。シングルシリーズの10曲もアレンジを加えた形で収録され、「喜怒哀楽を全て出せた」アルバムとなった。
2021年7月7日にはHezronとのコラボEP『WANTED』をリリース。その翌日である7月8日にはLEX、Yung sticky womとのコラボアルバムである『COSMO WORLD』をリリース。ミキシングとマスタリングはKM、アートワークはAutomaticが手掛けた。アルバム制作中にインスタライブで公開された「STRANGER」はファンによりYoutubeにリークされ、公開前から数十万回再生された。また、11月24日にはOnly Uとしての3rdアルバムである『POPCORN』をリリース。客演としてLEX、Young Coco、Tim Pepperoni、Candeeが参加した。翌2022年5月25日にはそのデラックス版である『POPCORN (Deluxe)』をリリースし、新たに客演としてHideyoshi、Hezron、Gottz、Kenayeboiらを招いた。
2023年1月25日にはHezronとのコラボEPの第2段となる『WANTED 2』をリリース。12月6日にはTim Pepperoniと、トラックメイカーのPuckafallとのコラボEPである『ToRiO』をリリース。2024年2月28日にはアルバム『JET SET RADIO』をリリース。

## ディスコグラフィ

### アルバム
| タイトル            | 発売日         | 備考                                     |
| ------------------- | -------------- | ---------------------------------------- |
| SEXUAL LOVE         | 2019年10月19日 |                                          |
| Infinity's (Deluxe) | 2020年9月14日  |                                          |
| COSMO WORLD         | 2021年7月8日   | LEX、Yung sticky womとのコラボアルバム。 |
| POPCORN             | 2021年11月24日 |                                          |
| POPCORN (Deluxe)    | 2022年5月25日  |                                          |
| JET SET RADIO       | 2024年2月28日  |                                          |

### EP
| タイトル      | 発売日        | 備考                                   |
| ------------- | ------------- | -------------------------------------- |
| MAGIC - EP    | 2019年8月23日 | Soundcloud限定EP。                     |
| PAST MEMORIES | 2020年3月12日 | Soundcloud限定EP。                     |
| WANTED        | 2021年7月7日  | HezonとのコラボEP。                    |
| WANTED 2      | 2023年1月25日 | 『WANTED』の続編。                     |
| ToRiO         | 2023年12月6日 | Tim Pepperoni、PuckafallとのコラボEP。 |